# Ectophasia flaviventris
Ectophasia flaviventris är en tvåvingeart som först beskrevs av Johann Wilhelm Meigen 1830.  Ectophasia flaviventris ingår i släktet Ectophasia och familjen parasitflugor.
Artens utbredningsområde är Österrike. Inga underarter finns listade i Catalogue of Life.